# KeePass Password Safe
KeePass Password Safe – menedżer haseł użytkownika, wydany na licencji GNU GPL głównie pod Microsoft Windows (z nieoficjalnymi wydaniami na inne platformy). Jego cechą charakterystyczną jest to, że przechowuje dane w zaszyfrowanym pliku i nie zapisuje nic w dedykowanej chmurze ani w systemie, chociaż opcjonalnie umożliwia synchronizację danych.

## Opis
KeePass przechowuje loginy, hasła, adresy URL oraz inne informacje w zaszyfrowanej bazie danych. Dostęp do bazy danych uzyskujemy podając hasło i/lub plik-klucz.
KeePass korzysta z mocnych i bezpiecznych algorytmów szyfrujących takich jak AES, ChaCha20 i Twofish oraz haszujących SHA-256. Program nawet po uruchomieniu i otworzeniu bazy danych, hasła trzyma zaszyfrowane w swoim procesie w pamięci, chroniąc przed ich wykradnięciem. Szyfrowaniu podlegają wszystkie pola bazy danych.
KeePass jest dostępny pod system operacyjny Windows, ale dzięki otwartym źródłom powstały wersje programu na Linuksa, macOS, Pocket PC, Androida.
KeePass jest przenośny, nie wymaga instalacji w systemie, nie trzyma w nim żadnych plików, dzięki czemu możemy go trzymać razem z bazą danych np. na pendrivie.
KeePass występuje w dwóch wersjach: 1.x (Classic Edition) i 2.x (Professional Edition). Wersja 1.x opiera się na platformie GDI+, natomiast wersja 2.x na platformie .NET Framework. Obie wersje są rozwijane równolegle, przy czym wersja 1.x jest uboższa o kilka funkcji w stosunku do wersji 2.x. Obie wersje programu zapewniają porównywalny poziom bezpieczeństwa bazy danych.
Program zapisuje bazę danych we własnym formacie .kdb w wersji 1.x oraz .kdbx w wersji 2.x. Format bazy danych obu wersji jest inny, przez co przeniesienie danych wymaga konwersji przez funkcję eksportu i importu.

## Cechy

### Zarządzanie hasłami
Hasła przechowywane przez KeePass można podzielić na łatwe do zarządzania grupy. W grupach można tworzyć podgrupy.
Ponadto KeePass śledzi czas utworzenia, modyfikacji, ostatniego dostępu i wygaśnięcia przechowywanych haseł. Zarówno grupie jak i pojedynczemu hasłu można przypisać ikonę ułatwiającą identyfikację.
Program posiada również mechanizm filtrowania bazy danych przez użytkownika.

### Generator haseł
KeePass posiada wbudowany generator haseł, który umożliwia stworzenie losowego, silnego hasła według podanych przez użytkownika kryteriów ilości, rodzaju znaków lub określonego formatu hasła. Przy tworzeniu hasła program wykorzystuje losowo pobierane dane z myszki i klawiatury. 

### Skróty klawiszowe
KeePass umożliwia zdefiniowanie globalnych skrótów klawiszowych, opierających się na zdefiniowanej przez użytkownika kombinacji klawiszy. Po zastosowaniu skrótu klawiszowego, KeePass analizuje źródło zapytania, a następnie wypełnia je właściwą nazwą i hasłem według standardowego szablonu. Możliwe jest zdefiniowane własnego szablonu, indywidualnie dla każdego hasła bazy danych.

### Importowanie i eksportowanie danych
Dzięki mechanizmowi importu i eksportu, możliwe jest przenoszenie danych między różnymi aplikacjami. Dane mogą być przenoszone między innymi w formatach TXT, HTML, XML i CSV. Formaty te nie zapewniają poufności zawartych w nich danych. Listę standardowo obsługiwanych formatów można zwiększyć za pomocą rozszerzeń.

### Rozszerzenia
Użytkownik KeePass może decydować o jego funkcjonalności poprzez instalację rozszerzeń. Dostępnych jest kilkadziesiąt rozszerzeń pogrupowanych według funkcjonalności, m.in. kopie zapasowe i synchronizacja, integracja z systemem, import i konwersja formatów.
Autorami rozszerzeń są z reguły inne osoby niż autor KeePass. Stosowanie rozszerzeń zmniejsza bezpieczeństwo bazy danych.

### Tłumaczenie
Aplikacja jest dostępna w wielu językach, również w polskim.